# 저메인 윌리엄스
저메인 윌리엄스(Jermaine Williams, 1982년 12월 31일 ~ )는 미국의 배우이다.

## 출연 작품
- 어 홀리데이 헤이스트 (2011년) - 프랭크 역
- 패밀리 트리 (2010년) - 트레이 역
- 지상 최고의 아빠 (2009년) - 제이슨 역
- 익스트림 무비 (2008년)
- 그레이트 디베이터스 (2007년)
- 더 컴백스 (2007년)
- 스톰프 더 야드 (2007년)
- 팻 알버트 (2004년)
- 더 비트 (2003년)

### 텔레비전
- 레이징 호프 (2010-11)